# United States Army Airborne School
De Army Airborne School is een militaire academie in de Verenigde Staten. Ze ligt op het terrein van de Army Infantry School in Fort Benning (Georgia). De school geeft de basiscursus voor parachutisten. Alle leden van de Amerikaanse strijdmacht komen in aanmerking, mits ze vrijwillig naar de school gaan.
De cursus duurt 3 weken, waarin de studenten alle aspecten van het parachutespringen leren kennen, zowel het springen als het vechten en gebruiken van de uitrusting. De 3 weken zijn als volgt verdeeld: de 'Grondweek', de 'Torenweek' en de 'Springweek'. 
Tijdens de 'Grondweek' krijgen de studenten een intensieve training in parachutespringen om hen voor te bereiden op het springen en het veilig landen. Ze trainen op de onechte deur, de toren van 34 voet en het zijafwijkingsapparaat. Om te slagen in deze week, moeten ze slagen op alle apparaten.
De 'Torenweek' gaat over teambuilding en hogere sprongen. Naast de apparaten uit de eerste week gebruiken ze de landingstrainer (SLT) en de toren van 250 voet. Om hier te slagen, moeten ze slagen op de SLT en de massale sprongen uit de toren van 34 voet.
Tijdens de 'Springweek' moeten de studenten 5 sprongen maken in de Fryar landingszone, in Alabama, op het terrein van Fort Benning. Ten minste één sprong is 's nachts.